# Идемпотентность
Идемпоте́нтность («равносильность» от лат. idem «тот же самый» + potens «способный») — свойство объекта или операции при повторном применении операции к объекту давать тот же результат, что и при первом. Термин предложил американский математик Бенджамин Пирс (англ. Benjamin Peirce) в статьях 1870-х годов.
Примеры идемпотентных операций:
- сложение с нулём: {\displaystyle a=a+0=(a+0)+0=((a+0)+0)+0=\dots };
- умножение на единицу: {\displaystyle x=x*1=(x*1)*1=((x*1)*1)*1=\dots };
- модуль числа: {\displaystyle |x|=|(|x|)|=|(|(|x|)|)|=\dots };
- выбор максимального значения: {\displaystyle \max(x,y)=\max(\max(x,y),y)=\max(x,\max(x,y))};
- вычисление наибольшего общего делителя: {\displaystyle \operatorname {gcd} (x,y)=\operatorname {gcd} (\operatorname {gcd} (x,y),y)=\operatorname {gcd} (x,\operatorname {gcd} (x,y))};
- сложение по модулю 2 с нулём: {\displaystyle a=a\oplus 0=(a\oplus 0)\oplus 0=\dots };
- нахождение остатка от деления: {\displaystyle r=a\mod b=(a\mod b)\mod b=\dots };
- возведение в степень единицы: {\displaystyle a^{1}=(a^{1})^{1}=((a^{1})^{1})^{1}\dots }.

## Элемент
Идемпотентный элемент (идемпотент) в алгебре — элемент полугруппы, сохраняющийся при умножении самого на себя: {\displaystyle e^{2}=e}. Теорема об идемпотенте гласит: в конечной полугруппе есть идемпотент.
Идемпотентный элемент {\displaystyle e} содержит идемпотентный элемент {\displaystyle f} (обозначается {\displaystyle e\geqslant f}), если {\displaystyle ef=e=fe}. Отношение {\displaystyle \geqslant } является отношением частичного порядка в множестве {\displaystyle E} идемпотентных элементов и называется естественным частичным порядком на множестве {\displaystyle E}.
Два идемпотентных элемента ассоциативного кольца (которое будет полугруппой по умножению) {\displaystyle u} и {\displaystyle v} называются ортогональными, если {\displaystyle uv=0=vu}.

## Операция
Идемпотентная бинарная операция в математике — операция, относительно которой всякий элемент обладает идемпотентностью в вышеназванном смысле:
{\displaystyle \forall x:\quad x\cdot x=x}.
Этим свойством обладают, например, логическое И и логическое ИЛИ.
Идемпотентная унарная операция — операция, для которой выполняется {\displaystyle \forall x:f(f(x))=f(x)}, или {\displaystyle f\circ f=f}.
Из линейных операторов в {\displaystyle \mathbb {R} ^{n}} идемпотентны только тождественный оператор, нулевой оператор и параллельная проекция. Поэтому проектор в алгебре — в том числе в бесконечномерных пространствах — определяется как {\displaystyle P\circ P=P}.

## В информатике
Идемпотентная операция в информатике — действие, многократное повторение которого эквивалентно однократному.
Примером такой операции могут служить GET-запросы в протоколе HTTP. По спецификации, сервер должен возвращать идентичные ответы на идентичные GET-запросы (при условии, что ресурс не изменился). Это позволяет корректно кэшировать эти ответы, снижая нагрузку на сеть.
Для препроцессора языка Си директива «#include "xxx.h"» является идемпотентной, если в заголовочном файле есть защита от двойного включения.